# Daintree River
Daintree River är ett vattendrag i Australien. Det ligger i regionen Cook och delstaten Queensland, omkring 1 500 kilometer nordväst om delstatshuvudstaden Brisbane.
Trakten runt Daintree River består huvudsakligen av våtmarker.  Genomsnittlig årsnederbörd är 1 526 millimeter. Den regnigaste månaden är mars, med i genomsnitt 394 mm nederbörd, och den torraste är september, med 11 mm nederbörd.